# Klas Lithner
Klas Otto Lithner, född 25 januari 1923 i Lund, död 30 juni 2001 i Malmö, var en svensk jurist. 
Lithner, som var son till ingenjör Nils Lithner och Mary Karlsson, avlade studentexamen i Malmö 1941 och blev juris kandidat vid Lunds universitet 1947. Efter tingstjänstgöring 1947–1950 blev han landsfogdeaspirant 1950, stadsfiskalsassistent vid åklagarmyndigheten i Göteborg 1953, biträdande stadsfiskal där 1955, tillförordnad byråchef vid Riksåklagarämbetet 1958 och var stadsfiskal i Göteborgs stad från 1962. Han var tillförordnad landsfogde i olika län periodvis 1954–1964 samt var länsåklagare i Kronobergs och Blekinge län från 1965. Han var sekreterare 1956–1957 och expert 1958–1961 i polisverksamhetsutredningen och expert i utredningen angående försöksverksamhet mot ungdomsbrottslighet 1962–1964. Han var gästforskare i kriminologi vid University of Ottawa 1978 och blev juris doktor i processrätt vid Stockholms universitet 1983. Han skrev artiklar i Svensk Juristtidning och andra svenska och utländska tidskrifter om kriminologi, straffprocessrätt, straffrätt samt åklagar- och polisverksamhet. Han invaldes som ledamot av Svenska Deckarakademin 1974. Lithner är begravd på Östra kyrkogården i Malmö.